# سیارک ۳۲۶۴
سیارک ۳۲۶۴ (به انگلیسی: 3264 Bounty، نامگذاری:1934AF) سه هزار و دویست و شصت و چهارمین سیارک کشف شده‌است که در ۷ ژانویه ۱۹۳۴ و در هایدلبرگ کشف شد.
قدر مطلق سیارک برابر ۱۲٫۲۰ است.